# Enzo Tesic
Enzo Tesic (Tournan-en-Brie, 7 de enero de 2000) es un deportista francés que compite en natación, especialista en el estilo libre. Ganó una medalla de bronce en el Campeonato Europeo de Natación de 2022, en la prueba de 4 × 200 m libre.

## Palmarés internacional
| Campeonato Europeo | Campeonato Europeo | Campeonato Europeo | Campeonato Europeo |
| Año                | Lugar              | Medalla            | Prueba             |
| ------------------ | ------------------ | ------------------ | ------------------ |
| 2022               | Roma (Italia)      | Medalla de bronce  | 4 × 200 m libre    |